# Aurora Sánchez de Arriba
Aurora Sánchez de Arriba (Gijón, 1892 - Gijón, marzo de 1976) fue una actriz de teatro española de comedia de costumbres.

## Trayectoria
Aurora Sánchez nació en el barrio de La Arena de la localidad asturiana de Gijón a finales del siglo XIX. Fue una actriz de teatro de comedia de costumbres, cuya carrera interpretativa duró cinco décadas. Dio sus primeros pasos en torno a 1919 con la Sociedad Popular de Cultura e Higiene de El Arenal y finalizando en la localidad francesa de Burdeos, donde actuó con el grupo de teatro Esquilo por última vez.
Sobre las tablas interpretó obras de Pachín de Melás, Casona, Lorca o de Lauro del Olmo, entre otros con títulos como Nuestra Natacha, La Casa de Bernarda Alba, La Camisa, La gabarra, la Señora Rocío o Telva. En enero de 1937, participó en el primer homenaje al poeta Federico García Lorca tras su fusilamiento, organizado por el Grupo de Ensayos Teatrales del Ateneo Obrero de Gijón en el Teatro Robledo, interpretando los papeles de doña Angustias en el Prólogo, la Estampa Primera de Mariana Pineda y la madre en Bodas de Sangre.
Formó parte de la Compañía Asturiana de Comedias durante la conocida como época dorada del teatro costumbrista asturiano. Apoyó otros proyectos del teatro costumbrista como la Compañía de Comedias "Talia", la Compañía de Arte Asturiano de Antonio Medio, la Compañía de Comedias "Asturias" de Felipe Villa, la Auténtica Compañía Asturiana de Aurora Sánchez y Rufino Peña y la Compañía de Comedias y Canciones de Asturias, llevándola esta última a actuar a América.
Sánchez inició una saga familiar relacionada con el teatro asturiano. Su hermana Parmania fue actriz y tiple en la Compañía Asturiana y su hermano Luis formó parte de Los Farapepes. En 1921, se casó con Eladio Sánchez, apuntador de la Compañía Asturiana. Su hijo Eladio Sánchez Sánchez refundó en 1986 dicha Compañía Asturiana y junto a su mujer, Pili Martínez Ibaseta, fundó La Máscara, Gesto y Esquilo. Su nieto Norberto Sánchez Martínez fue actor de la Compañía Asturiana de Comedias.
Sánchez falleció en su localidad natal de Gijón en marzo de 1976 a los 82 años.

## Reconocimientos
Desde 1991, Sánchez da nombre a los premios anuales del teatro costumbrista de Asturias, los Premios Aurora Sánchez, que se conceden al cierre del Salón de Teatro Costumbrista de Candás cada mes de agosto.
En 2004, durante la alcaldía de Paz Fernández Felgueroso, la ciudad de Gijón nombró en su honor una de sus plazas como Plazoleta de la actriz Aurora Sánchez, instalando una placa conmemorativa con su trayectoria tanto artística como vital.
En 2012, la muestra «Aurora Sánchez y el teatro asturiano», que recogía la labor de investigación del crítico e investigador teatral José Bonifacio Ortiz Cabello, Boni Ortiz, y cedida por el centro cultural Teatro Prendes de Candás, se expuso en el centro polivalente «La Baragaña» de Candás.

## Publicaciones
- Boni Ortiz, 2000. Los pioneros del Teatro de Creación en Asturias, GEA, ISBN 84-7286-381-6.[10]
- Boni Ortiz, 2001. Recuerdo de una actriz: Aurora Sánchez, La ratonera, revista asturiana de teatro, ISSN 1578-2514.[11]
- Boni Ortiz, 2001. Lorca y Asturias, Ed. Consejería de Cultura e Instituto Asturiano de la Mujer del Principado de Asturias.[2]
- Boni Ortiz, 2003. Aurora Sánchez y el Teatro Asturiano, Ed. Consejería de Cultura e Instituto Asturiano de la Mujer del Principado de Asturias.[2]
- Boni Ortiz, 2007. El teatro en Asturias durante la República y la Guerra Civil, Ed. Consejería de Cultura e Instituto Asturiano de la Mujer del Principado de Asturias.[2]